# 1910年の航空
< 1910年
1909年の航空 - 1910年の航空 - 1911年の航空

## 航空に関する出来事

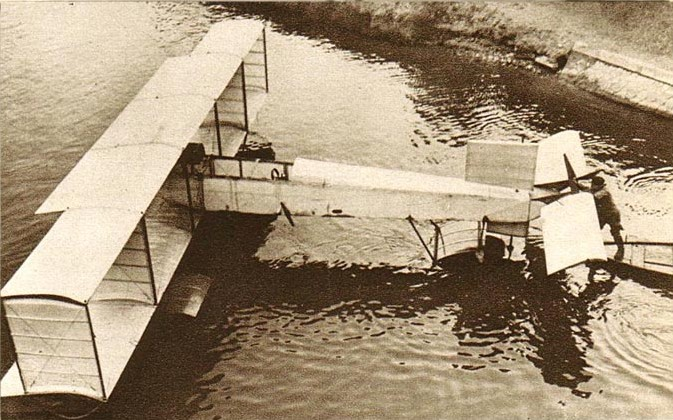
Canard Voisin

- 1月 - アメリカのアレキサンダー・フィツナーが、単葉機フィツナー・フライヤーの試験を始めるが、成功しなかった。
- 1月1日 - イギリスの航空機メーカー、アブロが創設された。
- 1月7日 - フランスのパイロット、ユベール・ラタムが高度1000mに超える飛行を行った。
- 1月12日 - フランスのパイロット、ルイ・ポーランが高度1269m、飛行時間1時間49分の記録をたてた。
- 3月 - ロシアのパイロット、ミハイル・エフィモフがオデッサで飛行を行った。
- 3月8日 - フランスのレモンド・ドラローシュが国際飛行連盟が発行した飛行ライセンスを取得した最初の女性パイロットとなる。
- 3月8日 – オランダのフレディ・ファン・ロデウィックがオランダ人として初の飛行免許を取得した。
- 3月14日 - ルイ・ポーランがオルレアンからトロワへの146 kmの無着陸飛行を行う。
- 3月28日 - フランスのアンリ・ファーブルが製作した水上機、ファーブル水上機が自力離水を初めて成功させる。
- 4月19日 - ベルギーのエレーン・デュトリューが同乗者を乗せた最初の女性パイロットとなった。
- 4月28日 - フランスのパイロット、ルイ・ポーランがロンドンからマンチェスターまでを24時間以内に2回以下の着陸で飛行する、デイリー・メールの懸賞飛行に成功した（1910年のロンドン・マンチェスター間エアレース）。
- 5月 - スウェーデンのカール・セーデルストレムがスウェーデン人として最初の飛行免許を得た。
- 5月10日 – スイス人のErnest Failloubazがスイス製の機体で飛行した最初のスイス人となった。機体はRené Grandjeanと協力して製作された。
- 6月17日 - ルーマニアの技術者、発明家、アウレル・ヴライクが製作したヴライク I が初飛行した。
- 7月9日 - フランス人のレオン・モラーヌが世界速度記録106 km/hを達成。
- 7月12日 -　ロールスロイスの創立者の1人、チャールズ・ロールズがライト機で事故で死亡した。
- 7月13日 - ドイツのオスカー・エルプスレーの製作した飛行船が爆発し、エルプスレーら5人の乗員が死亡した。
- 7月14日 - イギリス人女性で最初に単独飛行したとされるパラシュートジャンパーのエディス・クックが、パラシュートの事故で死亡した。
- 7月16日 - ジョン・ロバートソン・ダイガンがオーストラリアで最初に造られた飛行機で飛行した。
- 8月 - フランスのランスにて、初の国際航空競技会が開かれる。
- 8月 - グルジア人のヴィッサリオン・ケブリアがフランスで飛行免許を取得した。
- 8月23日 - アメリカのパイロット、ジョン・モワザンがアルベール・フィリュー(Albert Fileux)と猫のマドモアゼル・フィフィを同乗させて、ドーバー海峡を横断した。
- 8月 – イギリスの女性、リリアン・ブランドが自作の飛行機、「ブランド メイフライ」で動力飛行に成功した。女性が設計、製作された最初の飛行機による動力飛行とされる。
- 8月27日 – アメリカ合衆国のFrederick "Casey" Baldwin とJohn McCurdyがカーチス機から最初の無線信号を送った。
- 8月28日 - スイスのデュフォー兄弟が製作したデュフォー 4がレマン湖を横断する66kmの飛行に成功した。

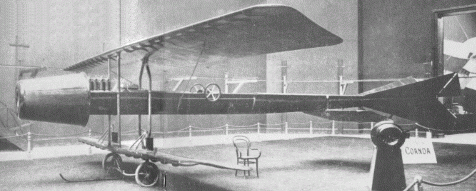

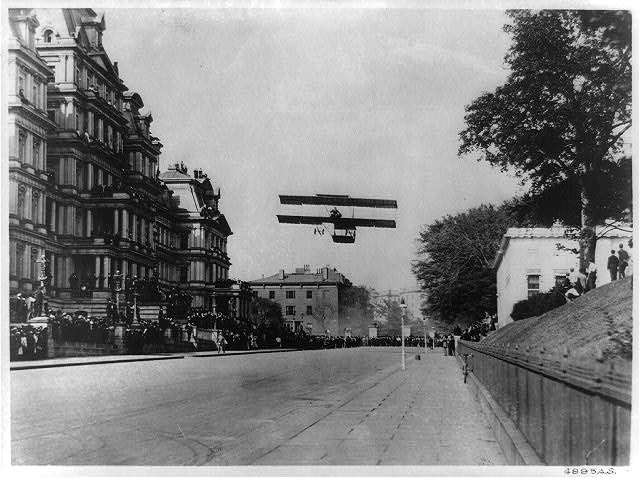
10月14日、ホワイトハウス近くに着陸したグラハム＝ホワイトのファルマン III

- 9月3日- レオン・モラーヌが2584mの高度記録を樹立した。
- 9月8日 - 山田猪三郎が国産飛行船、山田式1号飛行船で自由飛行に成功した。第2回飛行には、女性記者、磯村春子が同乗し、空中体験記を書いた[1]。
- 9月23日 - ペルー人のホルヘ・チャベスがブレリオの単葉機でアルプス越えに成功。スイスのブリーク(Brig)からイタリアのドモドッソラ (Domodossola) へと飛行し、高度2,200 mに達したが、着陸に失敗して死亡した。
- 10月 - ルーマニア人のアンリ・コアンダ (1886 -1972) が、ジェットエンジンを搭載した航空機コアンダ=1910を製作。
- 10月14日 - クロード・グラハム＝ホワイトがアメリカのワシントンでデモ飛行し、ホワイト・ハウス近くの通りに着陸。
- 10月15日 - アメリカ合衆国のウォルター・ウェルマンが飛行船による大西洋横断に挑戦するがエンジン故障により、飛行船は漂流しバーミューダ付近でイギリスの郵便船に救助された。
- 10月16日 - セルビア人（当時オーストリア＝ハンガリー帝国）のイバン・サリッチが自作の飛行機で公開飛行に成功した。
- 10月24日 - アメリカの女性パイロット、ブランシュ・スコットがCurtiss exhibition teamのメンバーになる。
- 11月4日 – ウェールズのアーネスト・ウィローズが飛行船、ウィローズNo.3「シティー・オブ・カーディフ」号（City of Cardiff）でイギリスからフランスへ飛行した。
- 11月14日 - アメリカのパイロット、ユージン・バートン・イーリーが、軽巡洋艦USSバーミンガムのデッキから離陸した。
- 12月 - 女性パイロットのレース、Coupe Feminaが開かれた。（最初の優勝者はエレーン・デュトリュー）
- 12月19日 - 徳川好敏大尉（アンリ・ファルマン式複葉機）と日野熊蔵大尉（グラーデ単葉機）による日本初の動力飛行。
- 12月22日 - イギリスから最も遠い場所まで飛行したパイロットに与えられるフロスト男爵賞(Baron de Forest Prize)を争そっていたセシル・グレース がドーバー海峡を越える飛行で行方不明となり、後に死亡が確認された。
- 12月30日 - アメリカのパイロット、ジョン・モワザンが、ニューオリンズで、ブレリオ機に乗り、自動車（パッカード）と8kmの距離で競争を行ったが敗れた。
- 日付不詳 - アントニー・フォッカーが、フォッカー (Fokker Aeroplanbau)を設立。
- 日付不詳 - 伊賀氏広が、日本飛行機協会を設立した。
- 日付不詳 - フランスの航空機メーカー、ヴォワザンが飛行艇Canard Voisinを開発。

## 1910年に初飛行した機体の画像

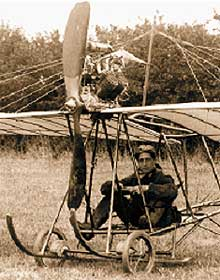
エドウィン・ムーンのムーンビームII
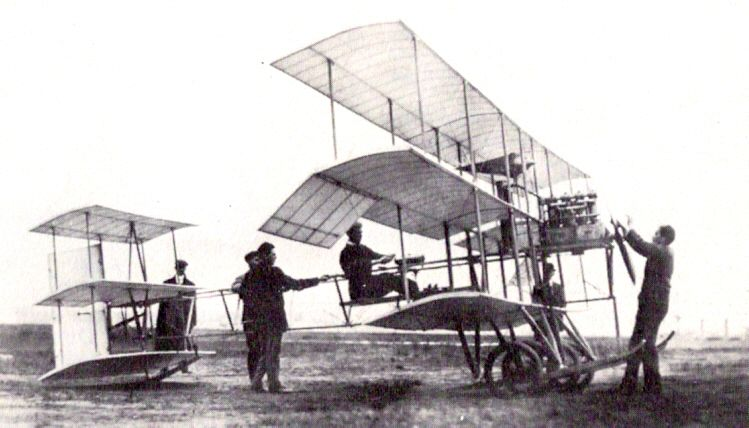
Roe III三葉機 (6月24日)
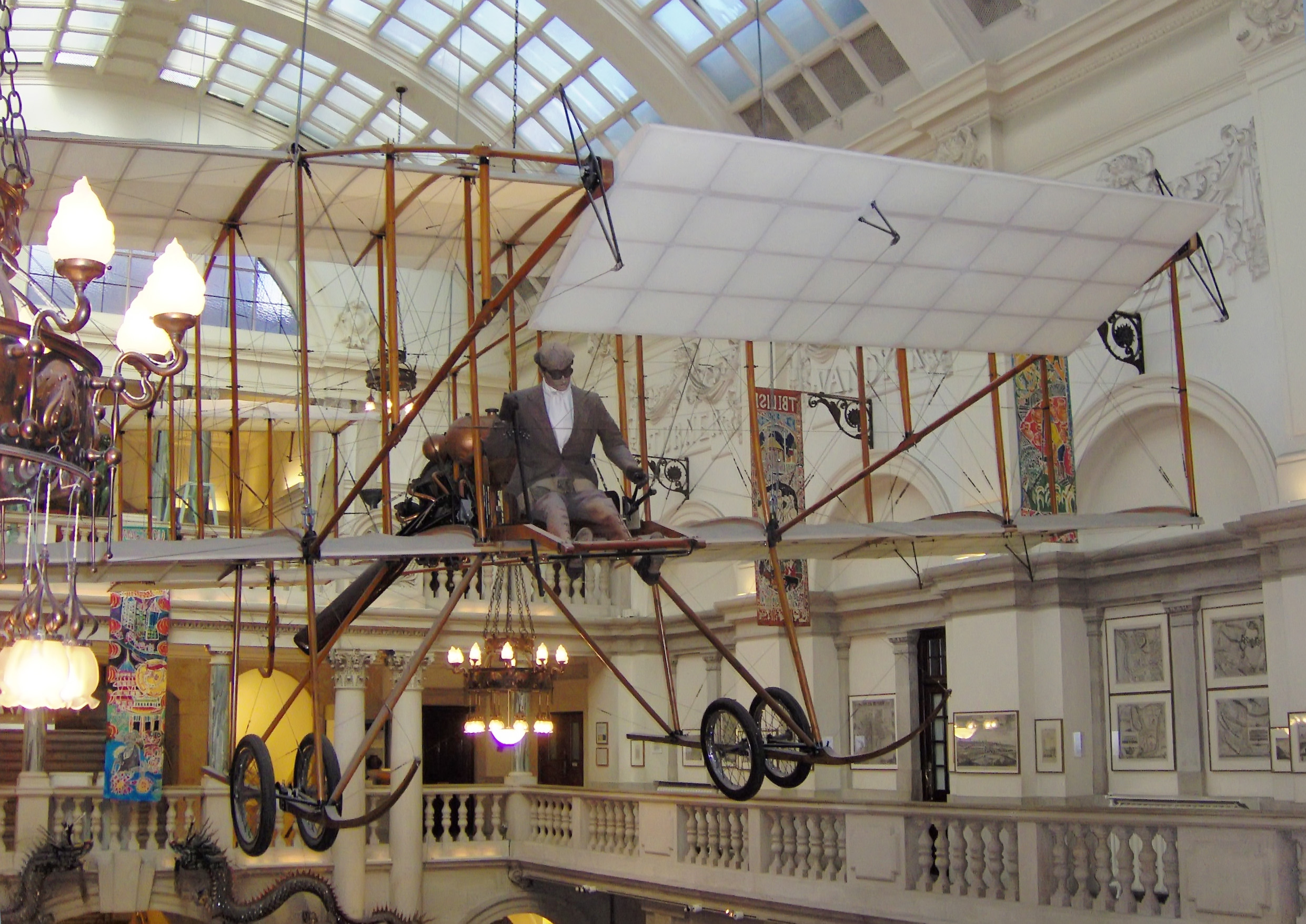
ブリストル ボックスカイト （7月29日）

## 航空に関する賞の受賞者
- フランス飛行クラブ大賞（Grande Médaille de l'Aéro-Club de France ）：ホルヘ・チャベス(Géo Chavez)
- イギリス飛行クラブ金賞：セシル・S・グレース、クロード・グラハム＝ホワイト